# Antoaneta Frenkeva
Antoaneta Frenkeva, född 24 augusti 1971 i Smoljan, är en bulgarisk före detta simmare.
Frenkeva blev olympisk silvermedaljör på 100 meter bröstsim vid sommarspelen 1988 i Seoul.